# Opération Alsos
Ne doit pas être confondu avec Opération Alsos (URSS).
L'opération Alsos fut une mission de renseignement du projet Manhattan visant à rassembler des informations sur les recherches nucléaires de l'Allemagne nazie durant la Seconde Guerre mondiale.
Elle fut lancée en septembre 1943 après les débarquements alliés en Italie et menée par une unité composée d'une centaine de spécialistes et de militaires, majoritairement américains et britanniques. Placés sous le commandement du colonel américain Boris Pash et la supervision scientifique du physicien néerlando-américain Samuel Goudsmit, l'unité suivit de près la progression des troupes alliées en Italie, en France et en Allemagne et elle opéra parfois derrière les lignes ennemies.
L'étude des documents, des équipements et des installations ainsi que l'interrogatoire des chercheurs allemands capturés lors de l'opération permit aux Alliés de conclure que le programme nucléaire allemand était très peu avancé par rapport au projet Manhattan et n'aurait pas pu produire d'armes nucléaires avant plusieurs années.

## Origines
Le projet Manhattan était un programme de recherche et développement mené durant la Seconde Guerre mondiale par les États-Unis avec le soutien du Royaume-Uni et du Canada dont l'objectif était la réalisation d'une arme nucléaire. Il fut placé sous la direction du brigadier-général Leslie Groves du Corps du génie de l'armée des États-Unis en septembre 1942. En raison de son importance stratégique, le projet fut gardé secret tout au long du conflit de peur que sa découverte ne pousse les puissances de l'Axe et notamment l'Allemagne à accélérer leurs propres programmes de recherche ou à tenter de saboter les efforts alliés.
Après les débarquements alliés en Italie en septembre 1943, le brigadier-général Wilhelm D. Styer, missionné par le chef d'état-major de l'Armée de terre et général George Marshall, rencontra Groves pour lui demander si le projet Manhattan pouvait s'occuper de la coordination des activités de renseignement liées à l'énergie nucléaire. Styer estimait en effet que les efforts existants n'étaient pas coordonnés et que des éléments importants pourraient être ignorés en l'absence de personnels expérimentés dans le domaine nucléaire. La volonté de minimiser le nombre de personnes ayant accès à des informations aussi confidentielles fit que le choix du projet Manhattan pour cette mission était évident,.
Les services de renseignements américains estimaient que le programme nucléaire japonais (en) était peu avancé car le Japon manquait de sources d'uranium, n'avait pas les capacités industrielles pour mener un tel projet à son terme et les physiciens américains de l'université de Californie à Berkeley, qui connaissaient personnellement leurs collègues japonais, considéraient que le pays n'avait pas suffisamment de scientifiques compétents dans ce domaine. Les évaluations concernant le programme allemand étaient très différentes ; les savants allemands avaient une excellente réputation en recherche nucléaire et la crainte d'une bombe atomique allemande fut l'une des principales raisons de la création du projet Manhattan. Les services de renseignement craignaient qu'une telle arme soit développée dans le cadre des armes miracles fréquemment vantées par le chancelier Adolf Hitler. Tous les comptes rendus sur les activités nucléaires allemandes étaient donc pris très au sérieux et les installations de production d'eau lourde en Norvège occupée furent ainsi la cible de bombardements aériens et d'opérations de sabotage.
Groves créa une petite unité composée de membres de l'Office of Naval Intelligence (ONI), de l'Office of Scientific Research and Development (OSRD), du projet Manhattan et des services de renseignements de l'Armée dont l'objectif était d'enquêter sur les programmes de recherche scientifique de l'adversaire et notamment dans le domaine nucléaire. La mission reçut le nom de code Alsos, un mot grec signifiant « bosquet ». Groves n'était pas satisfait de ce nom mais décida de l'approuver pour ne pas attirer l'attention. Le chef des services de renseignements de l'Armée, le major-général George V. Strong nomma le lieutenant-colonel Boris Pash à la tête de l'unité. Ce dernier avait précédemment dirigé le département de contrespionnage du secteur militaire de l'Ouest des États-Unis et avait enquêté sur un possible espionnage soviétique au sein du Radiation Laboratory de Berkeley,,.

## Italie
En décembre 1943, la mission Alsos arriva à Alger et Pash se rendit au quartier-général des forces alliées où il rencontra le major-général américain Walter B. Smith et le brigadier britannique Kenneth Strong (en). L'entrevue fut délicate car Pash avait pour ordre de ne pas informer les Britanniques de la mission Alsos mais il s'avéra que Strong en connaissait déjà tous les détails. L'unité se rendit ensuite en Italie et Pash rencontra le maréchal italien Pietro Badoglio qui avait négocié la reddition de l'Italie aux forces alliées et dirigeait à présent le gouvernement provisoire. Les hommes de la mission Alsos interrogèrent également le ministre des communications, le responsable de l'armement naval, les membres de l'académie navale et les scientifiques de l'université de Naples et étudièrent tous les documents techniques qu'ils trouvèrent. Cela donna cependant peu d'informations sur les travaux menés dans le Nord de l'Italie et en Allemagne. Peu après, l'unité fut attachée à un escadron de reconnaissance terrestre de la Royal Air Force équipé d'automitrailleuses. Composée de spécialistes américains, britanniques, français et italiens, elle devait entrer dans Rome immédiatement après la prise de la ville mais l'avancée vers la capitale italienne fut plus lente que prévu et en mars 1944, la plus grande partie du groupe était rentrée aux États-Unis,. Même si les renseignements obtenus dans le domaine nucléaire étaient maigres, la mission rédigea des rapports détaillés sur les missiles balistiques allemands. Lorsqu'il devint évident que la prise de Rome était imminente, Pash revint de Londres et entra dans la ville le 5 juin, le lendemain de sa chute. Il fit arrêter les scientifiques et ordonna que les sites intéressant la mission Alsos tels que l'université de Rome et le conseil national de la recherche soient sécurisés. L'interrogatoire de plusieurs scientifiques italiens dont Edoardo Amaldi et Gian-Carlo Wick permit de conclure que le programme nucléaire allemand était moins avancé que ce qui était précédemment envisagé,.

## Royaume-Uni
En décembre 1943, Groves envoya le major Robert Furman (en) au Royaume-Uni pour étudier la possibilité d'une coopération dans le domaine du renseignement et la création d'un bureau de liaison entre le projet Manhattan et le gouvernement britannique. Cela fut accepté et Groves nomma le directeur des activités de sécurité du projet Manhattan à la tête de ce bureau avec le titre d'attaché militaire où il travailla en collaboration avec Eric Welsh, le responsable de la branche norvégienne des services de renseignement britannique du MI6 et Michael Perrin du programme nucléaire britannique Tube Alloys. Le bureau interrogea les scientifiques européens réfugiés en Grande-Bretagne et étudia les publications allemandes dans le domaine nucléaire. Cela permit de rédiger une liste de physiciens allemands à interroger ainsi que les emplacements de centres de recherches ou d'installations industrielles à surveiller. Les Alliés savaient notamment qu'il y avait peu d'uranium disponible en Europe occupée et ils se concentrèrent sur la mine de Joachimsthal en Tchécoslovaquie dont la production fut évaluée grâce à la mesure des terrils de résidus miniers lors de reconnaissances aériennes.
En 1944, Groves avertit le général Dwight D. Eisenhower dirigeant l'état-major suprême des Forces expéditionnaires alliées de la possibilité que les Allemands utilisent des substances radioactives pour perturber le débarquement de Normandie. Dans le cadre de l'opération Peppermint (en), des hommes du Chemical Corps furent équipés de compteurs Geiger et les médecins reçurent l'ordre de signaler tout symptôme d'origine inconnue pouvant être lié à un syndrome d'irradiation aiguë. Ces précautions se révélèrent finalement inutiles.
Dans le même temps, le secrétaire à la Guerre Henry L. Stimson décida en mars 1944 de créer une nouvelle mission Alsos pour l'Europe occidentale et Pash fut nommé à sa tête le 4 avril. Samuel Goudsmit, un physicien de l'université du Michigan parlant plusieurs langues, fut désigné pour diriger le volet scientifique de la mission,,,; par ailleurs, étant donné qu'il n'avait pas participé au projet Manhattan, il n'était pas susceptible d'en dévoiler les secrets s'il était capturé. Les Britanniques envisagèrent de créer leur propre unité mais ils acceptèrent finalement de participer à l'unité américaine. À la fin du mois d'août, la mission comptait sept officiers et 33 scientifiques.

## France
Le 5 août 1944, Washington informa Pash que le physicien français Frédéric Joliot-Curie avait été repéré dans sa résidence secondaire de Ploubazlanec en Bretagne. Ce dernier était l'un des principaux scientifiques identifiés par la mission Alsos et Pash envoya une équipe avec la 3e armée américaine qui progressait dans la région. Après avoir trouvé quelques documents à l'université de Rennes le 9 août, elle fouilla les maisons de Joliot-Curie (qui ne s'y trouvait pas) et de ses collègues Francis Perrin et Pierre Auger dans les jours qui suivirent.

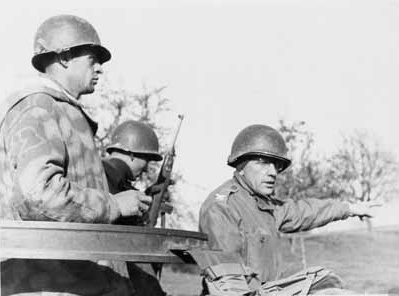
Boris Pash (à droite) en avril 1945.

Le reste de la mission débarqua en Normandie en août 1944 et participa à la libération de Paris. L'unité fouilla la résidence de Joliot-Curie dans les faubourgs de la capitale le 24 août mais elle apprit qu'il se trouvait à son laboratoire du Collège de France. Le lendemain, elle rejoignit la 2e division blindée française à la porte d'Orléans et sa progression dans la ville fut ralentie par les tirs sporadiques des défenseurs allemands. Joliot-Curie fut arrêté à son laboratoire et Goudsmit l'interrogea le 27 août,. Il rapporta que le cyclotron du Collège de France avait été utilisé par plusieurs scientifiques allemands dont Erich Schumann (en) qui avait dirigé le programme nucléaire allemand jusqu'en 1942 et son transfert au Reichsforschungsrat (« Conseil de la recherche du Reich »), Abraham Esau responsable du département de physique du Reichsforschungsrat et Walther Gerlach qui l'avait remplacé en janvier 1944. Kurt Diebner, Walther Bothe et Erich Bagge (en), connus pour leur association au programme nucléaire allemand figuraient également parmi les utilisateurs,.
S'étant installée place de l'Opéra, la mission Alsos apprit le 5 septembre que le 21e groupe d'armées britannique allait entrer dans Bruxelles en Belgique et Pash mena une équipe de six personnes pour inspecter les objectifs belges de la mission dont le siège anversois de l'Union minière du Haut Katanga, le principal producteur mondial de minerai d'uranium, et son usine de raffinage à Olen. Escorté par des blindés de la Royal Air Force, le groupe entra dans Anvers le 7 septembre et découvrit que plus d'un millier de tonnes d'uranium raffiné avaient été envoyées en Allemagne mais qu'environ 150 tonnes se trouvaient encore à Olen. Sur place, ils n'en trouvèrent que 68 tonnes mais apprirent que 80 tonnes avaient été transférées en France avant l'invasion allemande de la Belgique en 1940. L'uranium d'Olen fut transporté en Angleterre par une unité des Royal Engineers britanniques et Groves organisa son acheminement jusqu'aux États-Unis,. Les documents saisis indiquaient que l'uranium envoyé en France avait été transféré à Toulouse. Pash mena donc une nouvelle équipe qui inspecta un arsenal toulousain le 1er octobre. À l'aide d'un compteur Geiger, elle localisa des barils contenant 31 tonnes d'uranium. Les conteneurs furent transportés par des véhicules du Red Ball Express jusqu'à Marseille où ils furent chargés dans un navire à destination des États-Unis ; le reste de l'uranium belge ne fut jamais retrouvé,
Les informations obtenues en France et en Belgique pointaient Strasbourg comme un objectif important car les physiciens Rudolf Fleischmann et Carl Friedrich von Weizsäcker travaillaient à l'université de la ville ; des recherches sur les torpilles et les moteurs à réaction y étaient également menées. Le 22 novembre, le 6e groupe d'armées américain informa la mission Alsos qu'il était sur le point de prendre la ville. Le laboratoire de recherche nucléaire fut découvert sur le site de l'hôpital de Strasbourg et les scientifiques qui y travaillaient tentèrent de s'échapper en se faisant passer pour des médecins. Weizsäcker parvint ainsi à s'enfuir mais Fleischmann fut arrêté. Selon des documents découverts, des recherches étaient menées à Stadtilm, Haigerloch, Hechingen et Gäufelden. Les informations obtenues indiquaient néanmoins que les Allemands n'étaient pas parvenus à développer un procédé d'enrichissement de l'uranium. Cela permit pour la première fois à la mission Alsos d'affirmer catégoriquement que les Allemands n'avaient pas d'armes nucléaires et ne seraient pas capables d'en fabriquer avant plusieurs années. L'incapacité des services de renseignement à prévoir l'attaque allemande dans les Ardennes en décembre 1944 posa néanmoins des questions sur les affirmations de l'unité et elle dut confirmer que l'explosion particulièrement puissante d'une fusée V2 près d'Anvers n'était pas liée à une ogive nucléaire,. Les rumeurs sur une bombe atomique allemande persistèrent jusqu'à la fin du mois de mars 1945.

## Allemagne

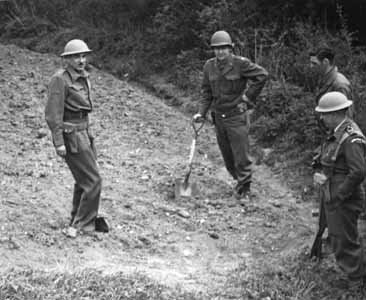
Michael Perrin, John Lansdale, Jr., Samuel Goudsmit et Eric Welsh cherchant de l'uranium dans un tas de gravats à Haigerloch en Allemagne. Malgré les apparences, ce fut un technicien allemand qui creusa en raison d'éventuels pièges.

En janvier 1945, les Allemands lancèrent une offensive visant à reprendre Strasbourg. Pash ordonna alors que tous les documents capturés ou en lien avec la mission Alsos soient évacués ou détruits. L'unité quitta ainsi la ville le 8 janvier 1945 et Pash demanda que des plans d'évacuation du quartier-général parisien soient préparés ; l'attaque allemande fut cependant rapidement stoppée et elle ne menaça jamais véritablement la ville alsacienne. En mars, le 12e groupe d'armées américain lança l'opération Lumberjack destinée à repousser les Allemands à l'est du Rhin. Pash, qui avait été promu colonel le 6 mars entra le lendemain à Cologne mais son détachement ne trouva pas de documents intéressants,. L'interrogatoire de prisonniers allemands indiqua que l'uranium et le thorium étaient en grande partie traités à l'usine Auergesellschaft d'Oranienbourg dans l'Est du pays. Groves demanda que le site soit bombardé et le 15 mars, 612 B-17 de la 8e Air Force larguèrent 1 680 tonnes de bombes dont 180 de bombes incendiaires,.
Le 30 mars, la prise d'Heidelberg permit la capture de nombreux scientifiques de haut niveau dont Walther Bothe, Richard Kuhn et Philipp Lenard,. Leur interrogatoire révéla qu'Otto Hahn était à son laboratoire de Tailfingen, que Werner Heisenberg et Max von Laue se trouvaient au laboratoire du premier à Hechingen tandis que le réacteur expérimental que l'équipe d'Heisenberg avait assemblé à Berlin avait été déplacé à Haigerloch. La région du Wurtemberg où se trouvaient ces sites devint ainsi le principal objectif de la mission Alsos. Le problème était que cette zone se trouvait sur la route de la 1re armée française et qu'elle ferait partie de la future zone d'occupation française. Groves tenta de faire modifier les futures limites des zones mais le département d'État lui demanda d'exposer ses raisons, ce qu'il refusa de faire. Groves, Marshall et Stimson décidèrent alors de faire sécuriser la région par des troupes américaines qui devraient récupérer ce qu'elles pouvaient et détruire le reste. Pash fut envoyé auprès du général Jacob Devers qui commandait le 6e groupe d'armées américain pour lui demander s'il était possible d'échanger l'axe de progression de la 1re armée française avec celle de la 7e armée américaine. Devers lui répondit que cela devrait être décidé par Eisenhower. Groves demanda alors au lieutenant colonel John Lansdale, Jr. responsable de la sécurité du projet Manhattan d'organiser une réunion avec, entre autres, Pash, Furman et Goudmsit de la mission Alsos ainsi que les généraux Walter B. Smith et Harold R. Bull du quartier général des forces alliées en Europe. Il fut décidé que la 13e division aéroportée américaine occuperait les sites pour empêcher sa capture par les Français et prendrait le contrôle d'un aérodrome pour amener les membres de la mission Alsos et les évacuer, avec les scientifiques allemands, une fois leur tache accomplie,. Dans le même temps, Devers s'efforça de ralentir la progression française.

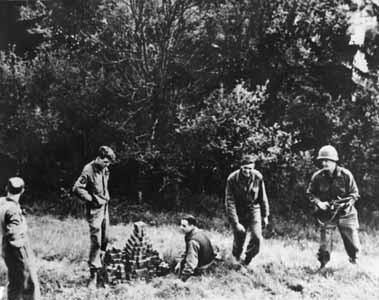
Membres de la mission Alsos récupérant des cubes d'uranium dissimulés dans un champ.

Alors que les armées alliées progressaient en Allemagne en avril 1945, une équipe Alsos entra dans Stadtilm où elle découvrit des documents sur le programme nucléaire allemand, des composants d'un réacteur nucléaire et huit tonnes d'oxyde d'uranium. Parmi les scientifiques capturés à Göttingen et Katlenburg-Lindau figuraient Werner Osenberg, le responsable de l'organe de planification du Reichsforschungsrat, et Fritz Houtermans qui fournit des informations sur le projet de bombe atomique soviétique. À Celle, la mission Alsos découvrit une centrifugeuse expérimentale destinée à séparer les isotopes de l'uranium afin de l'enrichir. La mission apprit également que l'uranium belge avait été transporté à l'usine Wirtschaftliche Forschungsgesellschaft (WiFO) de Stassfurt et l'installation fut capturée le 15 avril par la 83e division d'infanterie américaine. Comme le site se trouvait dans la zone d'occupation allouée à l'Union soviétique selon les accords de la conférence de Yalta, Pash, Lansdale et Perrin arrivèrent sur place le surlendemain pour récupérer tout ce qui avait un intérêt. Durant les dix jours qui suivirent, un millier de tonnes de minerai d'uranium, d'uranate de sodium et de ferro-uranium furent évacuées par camion jusqu'à Hildesheim ; le minerai d'uranium fut ensuite transporté par avion en Grande-Bretagne tandis que le reste fut acheminé par train jusqu'à Anvers avant d'être chargé à bord d'un navire à destination de l'Angleterre,,.

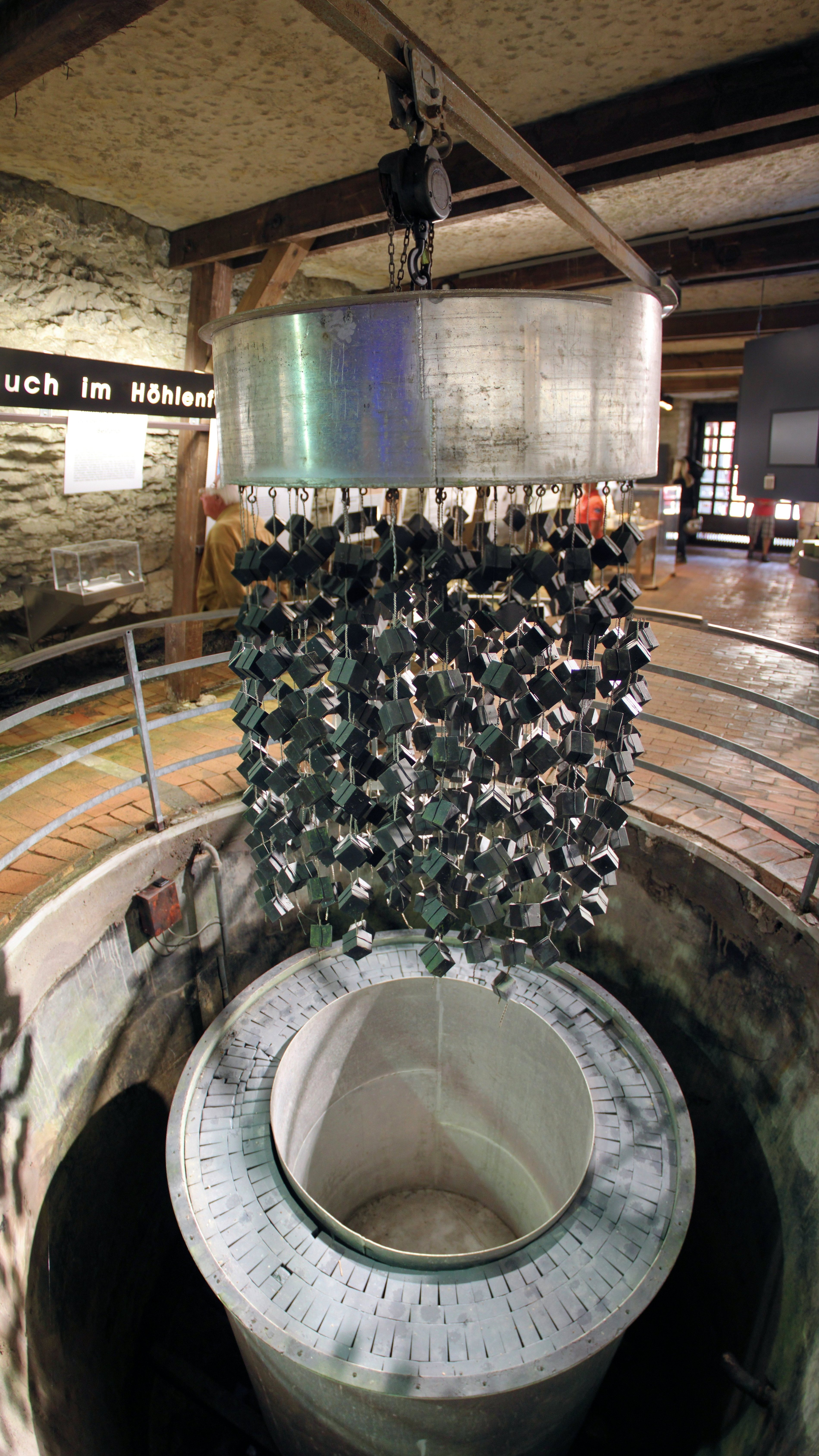
Réplique de la pile atomique allemande d'Haigerloch. La cuve en graphite était remplie d'eau lourde et accueillait les cubes en uranium.

Le 20 avril, la 1re armée française captura un pont intact sur le Neckar à Horb et elle établit une tête de pont de l'autre côté du fleuve. Les Américains décidèrent alors d'envoyer une force terrestre et d'annuler les parachutages prévus le 22 avril. Au lieu d'accompagner les troupes au plus près du front, il fut décidé que la mission Alsos opérerait derrière les lignes ennemies. Pour cette opération de nom de code « Big », l'unité reçut deux automitrailleuses et sept jeeps dont quatre équipées de mitrailleuses,. Le 22 avril, le groupe entra sans opposition dans Haigerloch après avoir traversé le Neckar et dans un souterrain, elle découvrit une pile atomique expérimentale en forme de cylindre avec des cubes de graphite mais sans eau lourde et uranium. Les hommes découvrirent un tonneau scellé rempli de documents dans une fosse septique ainsi que trois barils d'eau lourde et 1,5 tonne de lingots d'uranium enterrés dans un champ. Toutes les installations furent démontées et chargées à bord de camions,,. Les ouvertures du souterrain furent également dynamitées pour empêcher les Français d'y pénétrer. Ces derniers semblaient cependant plus intéressés par la capture du gouvernement vichyste en exil à Sigmaringen.
Alors que ses hommes fouillaient Haigerloch, Pash se rendit à Bisingen puis à Hechingen où il captura 25 scientifiques dont von Weizsäcker, von Laue, Karl Wirtz et Horst Korsching (en) tandis qu'Hahn fut arrêté à Tailfingen ; Heisenberg qui avait quitté la ville le 19 avril restait cependant introuvable. Le 1er mai, il se mit à sa recherche avec dix hommes dans deux automitrailleuses et deux jeeps. Il rejoignit une troupe de reconnaissance de la 36e division d'infanterie américaine qui entra dans la petite ville d'Urfeld près du lac Walchen le 2 mai. Heisenberg fut arrêté chez lui mais une unité allemande tenta d'entrer dans la ville alors que la troupe de reconnaissance était appelée pour une autre mission. Après quelques échanges de tir, les 700 hommes de la force allemande proposèrent de se rendre. Le lendemain, ils furent faits prisonniers par la 36e division d'infanterie américaine et Pash emmena Heisenberg en détention,.
Le 8 mai 1945, la mission Alsos comptait 114 personnes; elle fut officiellement dissoute le 15 octobre.

## Japon
La planification de l'invasion du Japon intégra une mission Alsos. Les attaques japonaises avec des ballons portant des bombes incendiaires avaient fait craindre qu'ils soient utilisés pour lancer une attaque biologique avec les agents pathogènes que les Japonais expérimentaient. En mars 1945, le physicien et sismologue L. Don Leet, qui avait auparavant travaillé avec le projet Manhattan sur l'essai nucléaire Trinity, fut nommé à la tête de la section scientifique de la mission Alsos au Japon. À la différence de son homologue européenne, cette mission serait exclusivement américaine et la responsabilité pour les questions nucléaires fut confiée à un groupe distinct du projet Manhattan.
L'unité de Leet arriva à Manille en juillet 1945 et elle rencontra les services de renseignement du South West Pacific Area du général Douglas MacArthur. Après la capitulation japonaise le mois suivant, la mission se rendit au Japon et elle visita diverses institutions de recherche dont l'université de Tokyo, l'université Waseda, l'université de technologie de Tokyo, l'institut de recherche scientifique et le Tokyo Shibaura Denki. La mission, à laquelle participa Karl Compton, interrogea plus de 300 scientifiques japonais et rédigea des comptes rendus sur leurs travaux dans le domaine des radars, des fusées et des armes biologiques et chimiques,. Le groupe de renseignement du projet Manhattan dirigé par Philip Morrison, arriva dans l'archipel en septembre et, après avoir étudié le programme nucléaire, conclut que le manque de minerai d'uranium et le peu d'intérêt pour le projet condamna les efforts japonais. Elle indiqua également que contrairement aux préjugés des scientifiques américains, leurs homologues japonais étaient tout aussi compétents qu'eux.

## Héritage
Après avoir vu la pile atomique allemande à Haigerloch, Goudsmit nota :

« Il était tellement évident que tout le programme allemand était sur une échelle ridiculement petite. Ici se trouvait le groupe central des laboratoires, ce qui se limitait à un petit souterrain, l'aile d'une modeste usine textile et quelques pièces d'une ancienne brasserie. Il est vrai que les laboratoires étaient bien équipés mais comparé à ce que nous faisions aux États-Unis, cela restait de l'amateurisme. Je me demande parfois si notre gouvernement n'a pas dépensé plus d'argent dans notre mission de renseignement que les Allemands ne l'ont fait pour l'ensemble de leur projet. »